# Хонда Хітоші
Хо́нда Хіто́ші (яп. 本田均, ほんだひとし, МФА: [honda çitoɕi̥]; 1946, Ніігата, Японія) — японський дипломат. Надзвичайний і Повноважний Посол Японії.

## Біографія
Народився в 1946 році в місті Ніїґата, Японія. У 1968 закінчив Токійський університет, факультет міжнародних відносин.
З 1968 по 1985 — начальник інспекторського відділу Секретаріату міністра МЗС Японії, згодом начальник 2-го відділу Управління консульської та міграційної служби МЗС Японії.
З 1988 по 1990 — радник посольства Японії у Парижі (Франція).
З 1990 по 1994 — посланник посольства Японії в Будапешті (Угорщина).
З 1994 по 1996 — заступник генерального директора Інституту закордонної служби МЗС Японії.
З 1996 по 1999 — генеральний консул Японії в Хьюстоні (США).
З 1999 по 2000 — співробітник Секретаріату міністра закордонних справ Японії.
З 21 липня 1999 року до 1 вересня 2002 року — Надзвичайний і Повноважний Посол Японії в Україні. Перебував на посаді в Україні з 29 серпня 1999 року до 4 жовтня 2002 року.
Надзвичайний і Повноважний Посол Японії в Таллінні (Естонія).